# پابلو لنسی
پابلو لنسی (اسپانیایی: Pablo Lenci‎؛ زادهٔ ۲۷ دسامبر ۱۹۷۲) بازیکن فوتبال اهل آرژانتین است. 

## باشگاهی
از باشگاه‌هایی که در آن بازی کرده‌است می‌توان به باشگاه فوتبال نیولز اولد بویز و باشگاه ورزشی آئوداکس ایتالیانو اشاره کرد.